# صبيطي
الصبيطي (الاسم العلمي: Sparidentex)، جنس أسماك بحرية من فصيلة الأسبورية.

## الأنواع
يوجد حاليًا 4 أنواع معترف بها من هذا الجنس:
- Sparidentex belayewi Hora & Misra, 1943 [1]
- Sparidentex datnia فرانسيس بوشنان-هاميلتون, 1822 [1]
- Sparidentex jamalensis S. A. Amir, Siddiqui & Masroor, 2014 (صبيطي ذو مخالب) [1]
- Sparidentex hasta اشيل فالنسيان, 1830 (صبيطي رمحي)